# Paraphiloscia santaisabellae
Paraphiloscia santaisabellae är en kräftdjursart som beskrevs av Albert Vandel1973. Paraphiloscia santaisabellae ingår i släktet Paraphiloscia och familjen Philosciidae. Inga underarter finns listade i Catalogue of Life.